# Simon Seidl
Simon Seidl (Salisburgo, 4 settembre 2002) è un calciatore austriaco, difensore del Blau-Weiß Linz.

## Biografia
È fratello minore di Matthias Seidl, a sua volta calciatore professionista.

## Carriera

### Club
Seidl è cresciuto nel settore giovanile del Kuchl, dove ha militato dal 2009 al 2019 tranne una breve parentesi al Grödig dal 2016 al 2018. Ha debuttato in prima squadra nel corso della stagione 2019-2020 di Regionalliga e vi è rimasto anche per le successive due.
Nell'estate del 2022 è stato acquistato a titolo definitivo dal Blau-Weiß Linz, club con cui nella stagione 2022-2023 vince la seconda divisione austriaca; nella stagione 2023-2024 esordisce invece in prima divisione, continuando poi a militare in questo torneo anche durante la stagione 2024-2025.

### Nazionale
Ha giocato con la nazionale giovanile austriaca Under-21.

## Statistiche

### Presenze e reti nei club
Statistiche aggiornate al 27 ottobre 2024
| Stagione        | Squadra         | Campionato      | Campionato | Campionato | Coppe nazionali | Coppe nazionali | Coppe nazionali | Coppe continentali | Coppe continentali | Coppe continentali | Altre coppe | Altre coppe | Altre coppe | Totale | Totale | Totale |
| Stagione        | Squadra         | Comp            | Pres       | Reti       | Comp            | Pres            | Reti            | Comp               | Pres               | Reti               | Comp        | Pres        | Reti        | Pres   | Reti   |        |
| --------------- | --------------- | --------------- | ---------- | ---------- | --------------- | --------------- | --------------- | ------------------ | ------------------ | ------------------ | ----------- | ----------- | ----------- | ------ | ------ | ------ |
| 2019-2020       | Kuchl           | RL              | 7          | 0          | CA              | 0               | 0               | -                  | -                  | -                  | -           | -           | -           | 7      | 0      |        |
| 2020-2021       | Kuchl           | RL              | 8          | 0          | CA              | 0               | 0               | -                  | -                  | -                  | -           | -           | -           | 8      | 0      |        |
| 2021-2022       | Kuchl           | RL              | 29         | 6          | CA              | 1               | 0               | -                  | -                  | -                  | -           | -           | -           | 30     | 6      |        |
| 2022-2023       | Blau-Weiß Linz  | 2L              | 17         | 1          | CA              | 1               | 0               | -                  | -                  | -                  | -           | -           | -           | 18     | 1      |        |
| 2023-2024       | Blau-Weiß Linz  | BL              | 22         | 4          | CA              | 1               | 0               | -                  | -                  | -                  | -           | -           | -           | 23     | 4      |        |
| 2024-2025       | Blau-Weiß Linz  | BL              | 11         | 1          | CA              | 2               | 0               | -                  | -                  | -                  | -           | -           | -           | 13     | 1      |        |
| Totale carriera | Totale carriera | Totale carriera | 94         | 12         |                 | 5               | 0               |                    | -                  | -                  |             | -           | -           | 99     | 12     |        |

## Palmarès

### Club

#### Competizioni nazionali
- 2. Liga: 1

Blau-Weiß Linz: 2022-2023